# Högl (Chiemgauer Alpen)
Der Högl im bayerischen Landkreis Berchtesgadener Land ist ein maximal 827 m ü. NHN hoher Höhenzug mit Gipfellage nahe Anger. Als dicht bewaldeter Teil der Flyschalpen liegt er in der Flyschzone zwischen den Nördlichen Kalkalpen und dem Alpenvorland. Auf der Anhöhe befindet sich eine Sendeanlage für Hörfunk und Fernsehen. Das Gebiet ist durch Wanderwege erschlossen.

## Geografie

### Lage
Der Högl liegt in den östlich der Chiemgauer Alpen befindlichen Flyschalpen in der Kulturlandschaft Rupertiwinkel. Er erstreckt sich auf rund 8 Kilometer (km) Länge in nordwest-südöstlicher Richtung und ist maximal etwa 4 km breit. Sein östlicher Ausläufer endet an der Saalach, die hier einen Abschnitt der Grenze von Deutschland und Österreich bildet. Am Högl haben Anteil die Gemeinden (von West nach Ost) Teisendorf, Anger, Ainring und Piding; sein Gipfel liegt im Gemeindegebiet von Anger.

### Naturräumliche Zuordnung
Der Högl bildet in der naturräumlichen Haupteinheitengruppe Flyschalpen (Nr. 94) und in der Haupteinheit Westliche Salzburger Flyschalpen (944) die Untereinheit Högl (944.3).

## Wirtschaft und Infrastruktur
Früher wurde am Högl der Högler Sandstein abgebaut. In der Blütezeit im 18. und 19. Jahrhundert verwendete man den Stein bei zahlreichen Sakral- und Profanbauten in der nahen Stadt Salzburg (z. B. Erhardkirche und Salzburger Residenz). Daneben wurden im bäuerlichen Bereich Türstöcke und Fenstergewände aus Högler Sandstein gefertigt. Am Anfang des 20. Jahrhunderts kam der Abbau zum Erliegen. Einen restaurierten Sandsteinbruch kann man in der Gemeinde Ainring nahe dem Schützenhaus Ulrichshögl besichtigen.
Etwa 50 Meter Luftlinie vom höchsten Punkt des Högls befindet sich auf etwa 778 m Höhe der Sender Högl der Deutschen Telekom, über den auch österreichische Fernsehsender ausgestrahlt werden. Der 157 m hohe Mast ist das höchste Bauwerk im Landkreis Berchtesgadener Land.

## Kultur und Bauten

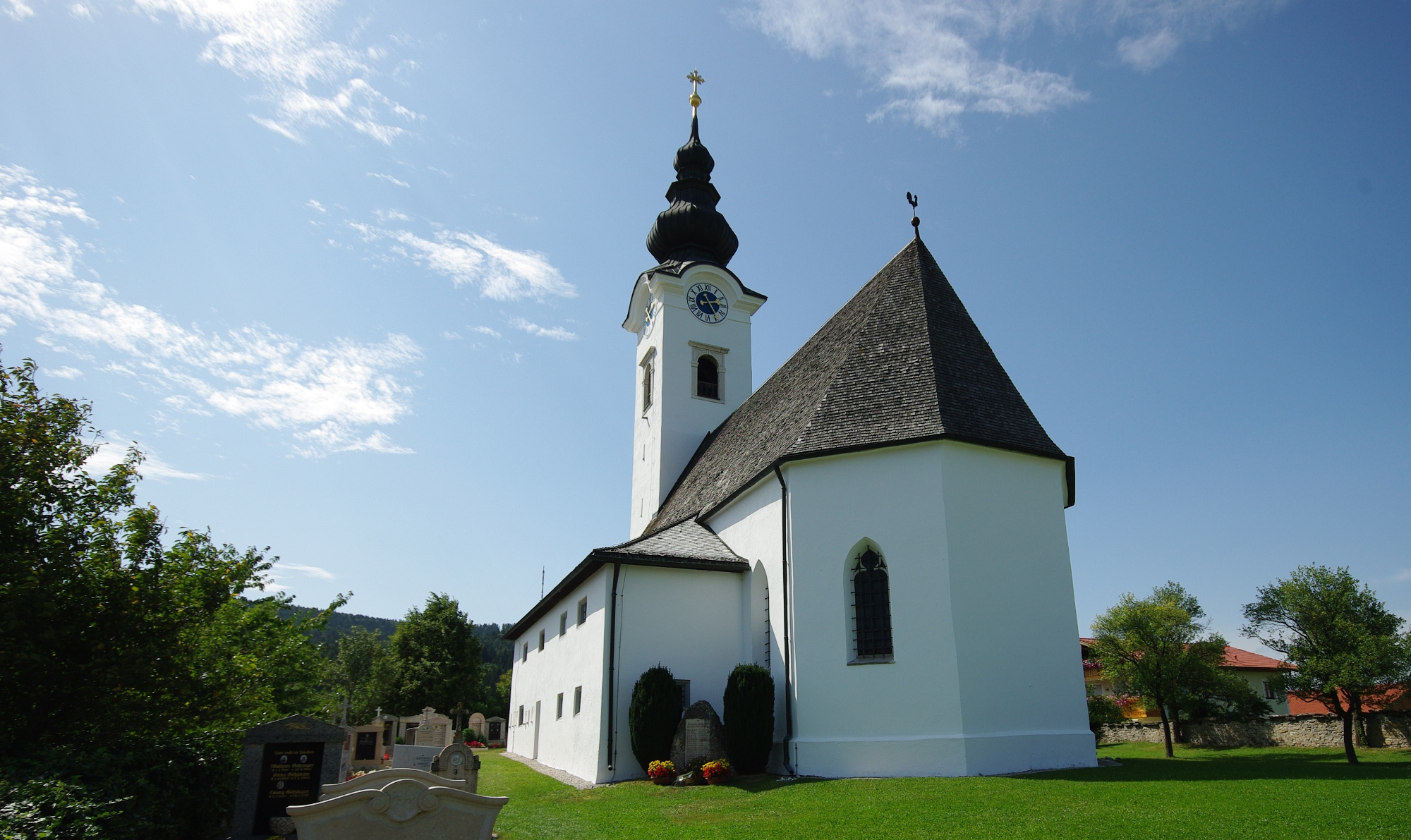
Filialkirche St. Ulrich in Ulrichshögl

Im Osten des Bergrückens liegt auf dem Johannishögl (700 m; Gemeinde Piding) die gotische Kirche St. Johann. Nahe dem Johannishögl befindet sich die zu Ainring gehörende Ortschaft Ulrichshögl mit der Filialkirche St. Ulrich. Im Dorf gibt es einige Häuser mit alten Türstöcken, die noch aus Högler Sandstein gefertigt sind, so etwa einer aus dem Jahre 1908 am Eingang eines Steinmetzbetriebs.
Unmittelbar am Nordostfuß des Högls in Ainring liegen die Kirche St. Laurentius und einige weitere denkmalgeschützte Gebäude. Am Beginn des Aufstiegs existiert auf dem Weg nach St. Ulrich seit 2007 der Ainringer Kreuzweg, der Papst Benedikt XVI. gewidmet wurde.
Unweit des südlichen Bergfußes befindet sich in der Gemeinde Anger das Kloster Höglwörth.

## Freizeit
Der Högl ist durch etliche ausgeschilderte Wanderwege erschlossen. Als beliebter Ausflugspunkt gilt unter anderem auf 753 m Höhe die Gaststätte Strobl-Alm mit Aussicht auf die Chiemgauer Alpen. Von den Kirchen Johannishögl und Ulrichshögl gibt es weite Panoramablicke auf das deutsch-österreichische Grenzgebiet − im Bereich der Stadt Salzburg und bis in das Innviertel. In Ainring kann nächst des Kreuzwegs eine Kneippanlage in Anspruch genommen werden. Der Högl ist beliebt bei Mountainbikern und Rennradfahrern, weil seine Hochlagen recht leicht von beiden Seiten gut zu erreichen sind.

## Verkehr
Entlang der Südseite des Högls führt die Staatsstraße 2103 sowie die Bundesautobahn 8 (München–Salzburg). Entlang der Nordseite führt die Kreisstraße BGL 10. Über die Süd- bis Westflanke des Höhenzugs führt die Kreisstraße BGL 7 (Höglerstraße–Höglstraße), die bei Reinprecht etwas mehr als 650 m Höhe erreicht; von dieser Straße zweigen Stichstraßen zur Neubichler Alm und zur Strobl Alm oder Johannishögl und weitere Fahrstraßen ab. Über den östlichen Ausläufer führt in Nord-Süd-Richtung die Bundesstraße 20 über den sogenannten Hammerauer Berg. In nächster Nähe dazu liegt entlang dieses Vorbergs und parallel zur Saalach die Bahnstrecke Freilassing–Bad Reichenhall mit der nächsten Station im Ainringer Ortsteil Hammerau.